# Armatoles

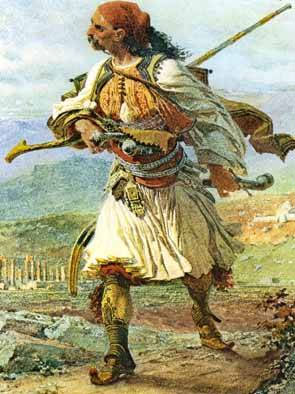
Armatolos, acuarela de Carl Haag. Museo Benaki.

Armatoles (en griego: Αρματολοί, en plural; en singular Armatolos, Αρματολός) era una milicia de soldados cristianos al servicio del Imperio otomano, que fueron  creadas a principios del siglo XVI, para intentar controlar el bandolerismo de los Kleftes y garantizar la seguridad en algunas zonas montañosas de Grecia.
De acuerdo con Vacalopoulos, los armatoles como institución, aparecieron por primera vez en Agrafa (Tesalia) durante el reinado del sultán Murad II (1421–1451). Desde aquí se extendieron al resto de Grecia excepto a la zona del Peloponeso.
Los armatoles se organizaron sobre la base de un sistema feudal en el que las unidades policiales y militares mantenían sus funciones, a cambio de la propiedad de la tierra. Cuando los otomanos conquistaron las llanuras de Grecia, los armatoles no se desmovilizaron sino que los otomanos establecieron tratados con los armatoles para que mantuvieran sus funciones militares y policiales. Los otomanos tenían unidades de armatoles que funcionarían como fuerza de mantenimiento de la paz en los territorios cercanos a las zonas con más problemas como zonas montañosas o áreas donde la resistencia a la dominación extranjera y el bandidaje de los kleftes era más fuerte.
Los armatoles se concentraron principalmente en las zonas de Macedonia, Tesalia, Epiro, Acarnania y Etolia (específicamente Agrafa). En el área del Peloponeso,  los armatoles no se desarrollaron de la misma manera como lo hicieron en Roumeli y Epiro.
Con el paso del tiempo, se hizo cada vez más difícial para los otomanos distinguir los armatoles de los kleftes. Ambos grupos empezaron a establecer relaciones entre sí bajo una rúbrica étnica común. Esta colaboración también se basaba en sentimientos mutuos contra los conquistadores extranjeros. Dado que los dos grupos estaban armados y poseían experiencia militar, ambos contribuyeron a mejorar la preparación militar de los griegos antes de la llegada de la revolución griega de 1821. Durante la Guerra de Independencia, los armatoles y  los kleftes formaron el núcleo de las fuerzas de combate griegas y desempeñaron un papel destacado durante todo el conflicto.